# Tarucus
Tarucus — род дневных бабочек из семейства голубянок.

## Описание
Бабочки мелких размеров. Верхняя сторона крыльев самцов фиолетовая, часто на ней имеются небольшие ряда чёрных точек и пятен. Верхняя сторона крыльев самок  коричневая, часто с фиолетовыми и беловатыми размытыми пятнами. Нижняя сторона крыльев у обоих полов белая, с характерным рисунком из отдельных чёрных точек и косых линий. на нижней стороне заднего крыла имеется ряд, состоящий из чёрных точек у края, центрированных яркими голубовато-зелеными блестящими ядрами. На заднем крыле имеется небольшой хвостик на жилке Cu2.

## Классификация

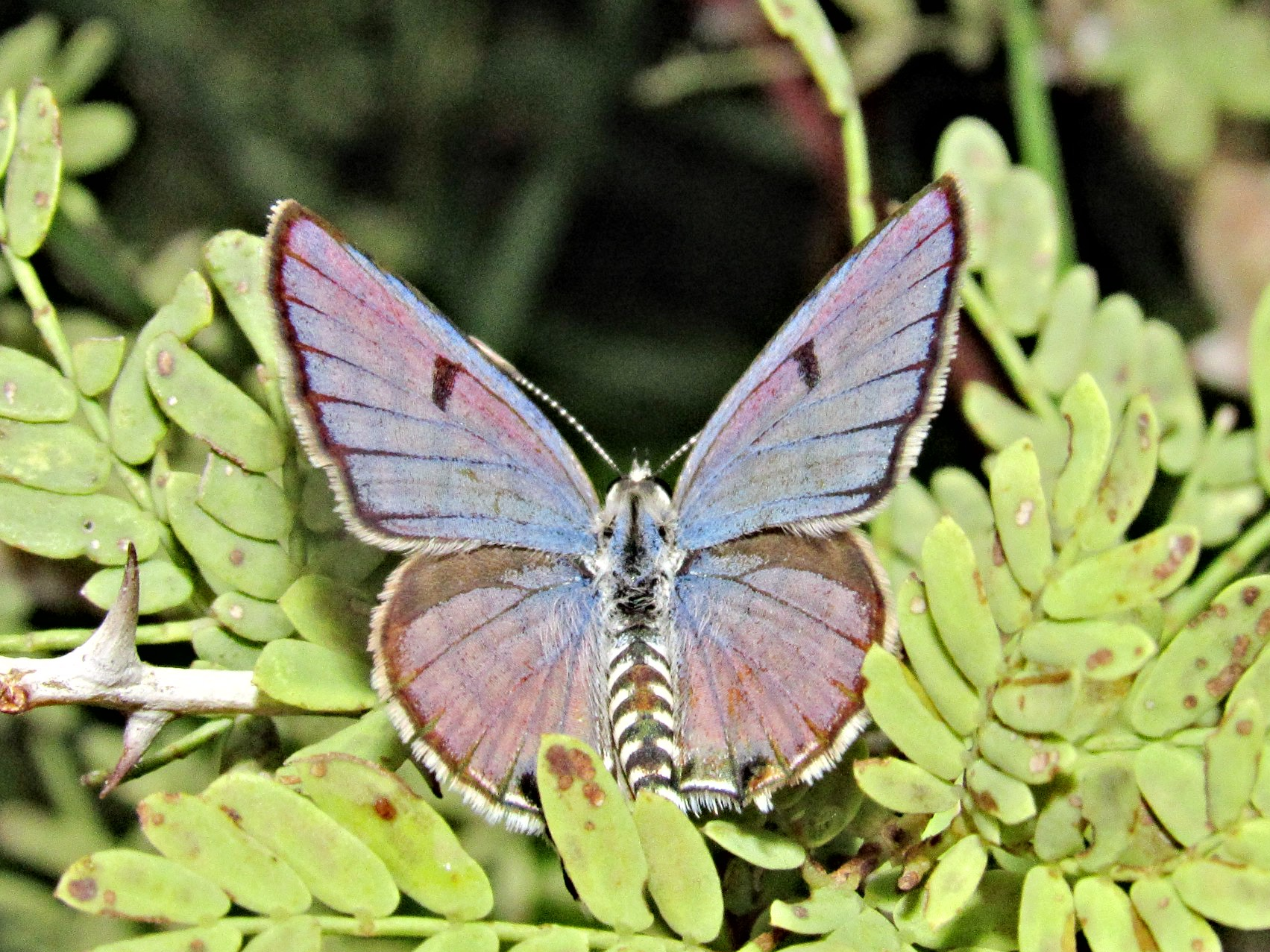
Самец Tarucus nara

Род насчитывает около 20 видов, обитающих в Южной Европе, Африке, Передней и Центральной Азии.
Африканская группа видов:
- Tarucus balkanicus
  - Tarucus balkanicus nigra
- Tarucus bowkeri (Trimen, 1883)
- Tarucus grammicus (Grose-Smith & Kirby, 1893)
- Tarucus kiki Larsen, 1976
- Tarucus kulala Evans, 1955
- Tarucus legrasi Stempffer, 1944
- Tarucus quadratus Ogilvie-Grant, 1899
- Tarucus rosacea (Austaut, 1885)
- Tarucus sybaris (Hopffer, 1855)
- Tarucus theophrastus
- Tarucus thespis (Linnaeus, 1764)
- Tarucus ungemachi Stempffer, 1944

Южно-Азиатская группа видов:
- Tarucus ananda
- Tarucus callinara
- Tarucus indica
- Tarucus nara
- Tarucus venosus
- Tarucus waterstradti Druce, 1895
  - Tarucus waterstradti dharta

Прочие:
- Tarucus alteratus
- Tarucus extricatus